# ATP Tour 2022
ATP Tour 2022 var den 33. sæson af ATP Tour, den professionelle tour for mandlige tennisspillere, siden etableringen i 1990. Touren bestod af 63 turneringer fordelt i tre kategorier, samt landsholdsturneringen ATP Cup og de to sæsonafsluttende turneringer, Next Gen ATP Finals og ATP Finals.
Touren afvikledes under COVID-19-pandemien, og kalenderen var derfor på visse punkter modificeret i forhold den sædvanlige sæsonkalender, f.eks. blev der ikke spillet nogen turneringer i Folkerepublikken Kina.
Tennissportens styrende organer, WTA, ATP, ITF og de fire grand slam-turneringer, tillod, at spillere fra Rusland og Hviderusland fra den 1. marts 2022 fortsat kunne deltage i turneringer på ATP Tour og WTA Tour, men de kunne indtil videre ikke stille op under landenes navne eller flag på grund af Ruslands invasion af Ukraine. Desuden blev der ikke spillet turneringer i Rusland efter invasionen.

## Turneringer

### Kategorier
ATP Tour 2022 bestod af 62 almindelige turneringer fordelt i tre kategorier:
- 8 turneringer i kategorien ATP Tour Masters 1000
- 13 turneringer i kategorien ATP Tour 500
- 42 turneringer i kategorien ATP Tour 250

Hertil kom landsholdsturneringen ATP Cup samt de to sæsonafsluttende turneringer, ATP Finals og Next Gen ATP Finals.
Derudover indgår de fire grand slam-turneringer og Davis Cup også i tourens kalender, og resultaterne opnået i grand slam-turneringerne giver også point til ATP's verdensrangliste, selvom turneringerne ikke er ATP-turneringer.

### Ranglistepoint
Turneringerne var fordelt på følgende turneringskategorier med angivelse af de tilhørende ranglistepoint, spillerne opnåede afhængig af deres resultater.

#### Single
| Kategori | Antal turn. | Antal deltagere | Ranglistepoint i single | Ranglistepoint i single | Ranglistepoint i single | Ranglistepoint i single         | Ranglistepoint i single         | Ranglistepoint i single         | Ranglistepoint i single         | Ranglistepoint i single         | Ranglistepoint i single         | Ranglistepoint i single         | Ranglistepoint i single         | Ranglistepoint i single         |
| Kategori | Antal turn. | Antal deltagere | V                       | F                       | 1/2                     | 1/4                             | 1/8                             | 1/16                            | 1/32                            | 1/64                            | Q                               | Q3                              | Q2                              | Q1                              |
| --- | ----------- | --------------- | ----------------------- | ----------------------- | ----------------------- | ------------------------------- | ------------------------------- | ------------------------------- | ------------------------------- | ------------------------------- | ------------------------------- | ------------------------------- | ------------------------------- | ------------------------------- |
| Grand slam * | 4           | 128             | 2000                    | 1200                    | 720                     | 360                             | 180                             | 90                              | 45                              | 10                              | 25                              | 16                              | 8                               | 0                               |
| ATP Finals | 1           | 8               | G+900                   | G+400                   | G+0                     | Gruppespil: 200 pr. vundet kamp | Gruppespil: 200 pr. vundet kamp | Gruppespil: 200 pr. vundet kamp | Gruppespil: 200 pr. vundet kamp | Gruppespil: 200 pr. vundet kamp | Gruppespil: 200 pr. vundet kamp | Gruppespil: 200 pr. vundet kamp | Gruppespil: 200 pr. vundet kamp | Gruppespil: 200 pr. vundet kamp |
| Next Gen ATP Finals | 1           | 8               | -                       | -                       | -                       | -                               | -                               | -                               | -                               | -                               | -                               | -                               | -                               | -                               |
| ATP Tour Masters 1000 | 8           | 96              | 1000                    | 600                     | 360                     | 180                             | 90                              | 45                              | 25                              | 10                              | 16                              | -                               | 8                               | 0                               |
| ATP Tour Masters 1000 | 8           | 48-56           | 1000                    | 600                     | 360                     | 180                             | 90                              | 45                              | 10                              | -                               | 25                              | -                               | 16                              | 0                               |
| ATP Tour 500 | 13          | 48              | 500                     | 300                     | 180                     | 90                              | 45                              | 20                              | 0                               | -                               | 10                              | -                               | 4                               | 0                               |
| ATP Tour 500 | 13          | 32              | 500                     | 300                     | 180                     | 90                              | 45                              | 0                               | -                               | -                               | 20                              | -                               | 10                              | 0                               |
| ATP Tour 250 | 42          | 48              | 250                     | 150                     | 90                      | 45                              | 20                              | 10                              | 0                               | -                               | 5                               | -                               | 3                               | 0                               |
| ATP Tour 250 | 42          | 28-32           | 250                     | 150                     | 90                      | 45                              | 20                              | 0                               | -                               | -                               | 12                              | -                               | 6                               | 0                               |
| ATP Cup | 1           |                 | Maks. 500               | Maks. 500               | Maks. 500               | Maks. 500                       | Maks. 500                       | Maks. 500                       | Maks. 500                       | Maks. 500                       | Maks. 500                       | Maks. 500                       | Maks. 500                       | Maks. 500                       |
| Note * Grand slam-turneringerne er ikke en del af ATP Tour, men de er en del af tourens kalender og giver point til ATP's verdensrangliste. |             |                 |                         |                         |                         |                                 |                                 |                                 |                                 |                                 |                                 |                                 |                                 |                                 |

#### Double
| Kategori | Antal turn. | Antal deltagere | Ranglistepoint i double | Ranglistepoint i double | Ranglistepoint i double | Ranglistepoint i double         | Ranglistepoint i double         | Ranglistepoint i double         | Ranglistepoint i double         | Ranglistepoint i double         | Ranglistepoint i double         | Ranglistepoint i double         | Ranglistepoint i double |
| Kategori | Antal turn. | Antal deltagere | V                       | F                       | 1/2                     | 1/4                             | 1/8                             | 1/16                            | 1/32                            | Q                               | Q2                              | Q1                              |                         |
| --- | ----------- | --------------- | ----------------------- | ----------------------- | ----------------------- | ------------------------------- | ------------------------------- | ------------------------------- | ------------------------------- | ------------------------------- | ------------------------------- | ------------------------------- | ----------------------- |
| Grand slam * | 4           | 64              | 2000                    | 1200                    | 720                     | 360                             | 180                             | 90                              | 0                               | -                               | -                               | -                               |                         |
| ATP Finals | 1           | 8               | G+900                   | G+400                   | G+0                     | Gruppespil: 200 pr. vundet kamp | Gruppespil: 200 pr. vundet kamp | Gruppespil: 200 pr. vundet kamp | Gruppespil: 200 pr. vundet kamp | Gruppespil: 200 pr. vundet kamp | Gruppespil: 200 pr. vundet kamp | Gruppespil: 200 pr. vundet kamp |                         |
| ATP Tour Masters 1000 | 8           | 24-32           | 1000                    | 600                     | 360                     | 180                             | 90                              | 0                               | -                               | -                               | -                               | -                               |                         |
| ATP Tour 500 | 13          | 16              | 500                     | 300                     | 180                     | 90                              | 0                               | -                               | -                               | 45                              | 20                              | 0                               |                         |
| ATP Tour 250 | 42          | 16              | 250                     | 150                     | 90                      | 45                              | 0                               | -                               | -                               | -                               | -                               | -                               |                         |
| ATP Cup | 1           |                 | Maks. 250               | Maks. 250               | Maks. 250               | Maks. 250                       | Maks. 250                       | Maks. 250                       | Maks. 250                       | Maks. 250                       | Maks. 250                       | Maks. 250                       |                         |
| Note * Grand slam-turneringerne er ikke en del af ATP Tour, men de er en del af tourens kalender og giver point til ATP's verdensrangliste. |             |                 |                         |                         |                         |                                 |                                 |                                 |                                 |                                 |                                 |                                 |                         |

## Kalender
| Uge | Startdato     | Værtsby          | Turnering                                              | Kategori              | Underlag      | Deltagere              | Præmiesum     | TFC          |
| --- | ------------- | ---------------- | ------------------------------------------------------ | --------------------- | ------------- | ---------------------- | ------------- | ------------ |
| 1 | 1. januar     | Sydney           | ATP Cup                                                | ATP Cup               | Hardcourt     | 16 hold                | $ 10.000.000  | $ 10.000.000 |
| 1 | 3. januar     | Adelaide         | Adelaide International 1                               | ATP Tour 250          | Hardcourt     | 28S / 16Q / 16D        | $ 416.800     | $ 416.800    |
| 1 | 4. januar     | Melbourne        | Melbourne Summer Set                                   | ATP Tour 250          | Hardcourt     | 28S / 16Q / 16D        | $ 521.000     | $ 521.000    |
| 2 | 10. januar    | Adelaide         | Adelaide International 2                               | ATP Tour 250          | Hardcourt     | 28S / 16Q / 16D        | $ 430.530     | $ 493.875    |
| 2 | 10. januar    | Sydney           | Sydney Tennis Classic                                  | ATP Tour 250          | Hardcourt     | 28S / 16Q / 16D        | $ 521.000     | $ 521.000    |
| 3-4 | 17. januar    | Melbourne        | Australian Open                                        | Grand slam *          | Hardcourt     | 128S / 128Q / 64D      | A$ 33.784.200 | -            |
| 5 | 31. januar    | Montpellier      | Open Sud de France                                     | ATP Tour 250          | Hardcourt (i) | 28S / 16Q / 16D        | € 427.645     | € 490.990    |
| 5 | 31. januar    | Córdoba          | Córdoba Open                                           | ATP Tour 250          | Grus          | 28S / 16Q / 16D        | $ 430.530     | $ 493.875    |
| 5 | 31. januar    | Pune             | Tata Open Maharashtra                                  | ATP Tour 250          | Hardcourt     | 28S / 16Q / 16D        | $ 430.530     | $ 493.875    |
| 6 | 7. februar    | Rotterdam        | ABN AMRO World Tennis Tournament                       | ATP Tour 500          | Hardcourt (i) | 32S / 16Q / 16D / 4 DQ | € 1.208.315   | € 1.349.070  |
| 6 | 7. februar    | Dallas           | Dallas Open                                            | ATP Tour 250          | Hardcourt (i) | 28S / 16Q / 16D        | $ 708.530     | $ 792.980    |
| 6 | 7. februar    | Buenos Aires     | Argentina Open                                         | ATP Tour 250          | Grus          | 28S / 16Q / 16D        | $ 602.250     | $ 686.700    |
| 7 | 14. februar   | Rio de Janeiro   | Rio Open presented by Claro                            | ATP Tour 500          | Grus          | 32S / 16Q / 16D / 4 DQ | $ 1.660.290   | $ 1.815.115  |
| 7 | 14. februar   | Doha             | Qatar ExxonMobil Open                                  | ATP Tour 250          | Hardcourt     | 28S / 16Q / 16D        | $ 1.071.030   | $ 1.176.595  |
| 7 | 14. februar   | Delray Beach     | Delray Beach Open by Vitacost.com                      | ATP Tour 250          | Hardcourt     | 28S / 16Q / 16D        | $ 593.895     | $ 664.275    |
| 7 | 14. februar   | Marseille        | Open 13 Provence                                       | ATP Tour 250          | Hardcourt (i) | 28S / 16Q / 16D        | € 545.200     | € 622.610    |
| 8 | 22. februar   | Dubai            | Dubai Duty Free Tennis Championships                   | ATP Tour 500          | Hardcourt     | 48S / 24Q / 16D / 4DQ  | $ 2.794.840   | $ 2.949.665  |
| 8 | 22. februar   | Acapulco         | Abierto Mexicano Telcel presentado por HSBC            | ATP Tour 500          | Hardcourt     | 32S / 16Q / 16D / 4DQ  | $ 1.678.065   | $ 1.832.890  |
| 8 | 22. februar   | Santiago         | Chile Open                                             | ATP Tour 250          | Grus          | 28S / 16Q / 16D        | $ 475.960     | $ 546.340    |
| 9 | 28. februar   |                  | Davis Cup-kvalifikation                                | Davis Cup             |               | 24 hold                |               |              |
| 10-11 | 10. marts     | Indian Wells     | BNP Paribas Open                                       | ATP Tour Masters 1000 | Hardcourt     | 96S / 48Q / 32D        | $ 8.584.055   | $ 9.554.920  |
| 12-13 | 23. marts     | Miami            | Miami Open presented by Itaú                           | ATP Tour Masters 1000 | Hardcourt     | 96S / 48Q / 32D        | $ 8.584.055   | $ 9.554.920  |
| 14 | 4. april      | Houston          | Fayez Sarofim & Co. U.S. Men's Clay Court Championship | ATP Tour 250          | Grus          | 28S / 16Q / 16D        | $ 594.950     | $ 665.300    |
| 14 | 4. april      | Marrakech        | Grand Prix Hassan II                                   | ATP Tour 250          | Grus          | 28S / 16Q / 16D        | $ 534.555     | $ 597.900    |
| 15 | 10. april     | Monte-Carlo      | Rolex Monte-Carlo Masters                              | ATP Tour Masters 1000 | Grus          | 56S / 28Q / 28D        | € 5.415.410   | € 5.802.475  |
| 16 | 18. april     | Barcelona        | Barcelona Open Banc Sabadell                           | ATP Tour 500          | Grus          | 48S / 24Q / 16D / 4DQ  | € 2.661.825   | € 2.802.580  |
| 16 | 18. april     | Beograd          | Serbia Open                                            | ATP Tour 250          | Grus          | 28S / 16Q / 16D        | € 534.555     | € 597.900    |
| 17 | 25. april     | Estoril          | Milennium Estoril Open                                 | ATP Tour 250          | Grus          | 28S / 16Q / 16D        | € 534.555     | € 597.900    |
| 17 | 25. april     | München          | BMW Open by American Express                           | ATP Tour 250          | Grus          | 28S / 16Q / 16D        | € 534.555     | € 597.900    |
| 18 | 1. maj        | Madrid           | Mutua Madrid Open                                      | ATP Tour Masters 1000 | Grus          | 56S / 28Q / 28D        | € 6.744.165   | € 7.499.290  |
| 19 | 8. maj        | Rom              | Internazionali BNL d'Italia                            | ATP Tour Masters 1000 | Grus          | 56S / 28Q / 32D        | € 5.415.410   | € 6.008.725  |
| 20 | 15. maj       | Genève           | Gonet Geneva Open                                      | ATP Tour 250          | Grus          | 28S / 16Q / 16D        | € 534.555     | € 597.900    |
| 20 | 15. maj       | Lyon             | Open Parc Auvergne-Rhône-Alpes Lyon                    | ATP Tour 250          | Grus          | 28S / 16Q / 16D        | € 534.555     | € 597.900    |
| 21-22 | 22. maj       | Paris            | Roland-Garros                                          | Grand slam *          | Grus          | 128S / 128Q / 64D      | € 21.256.800  | -            |
| 23 | 6. juni       | Stuttgart        | Boss Open                                              | ATP Tour 250          | Græs          | 28S / 16Q / 16D        | € 692.235     | € 769.645    |
| 23 | 6. juni       | 's-Hertogenbosch | Libema Open                                            | ATP Tour 250          | Græs          | 28S / 16Q / 16D        | € 648.130     | € 725.540    |
| 24 | 13. juni      | Halle            | Terra Wortmann Open                                    | ATP Tour 500          | Græs          | 32S / 16Q / 16D / 4DQ  | € 2.134.520   | € 2.275.275  |
| 24 | 13. juni      | London           | Cinch Championships                                    | ATP Tour 500          | Græs          | 32S / 16Q / 16D / 4DQ  | € 2.134.520   | € 2.275.275  |
| 25 | 19. juni      | Mallorca         | Mallorca Championships                                 | ATP Tour 250          | Græs          | 28S / 16Q / 16D        | € 886.500     | € 951.745    |
| 25 | 20. juni      | Eastbourne       | Rothesay International                                 | ATP Tour 250          | Græs          | 28S / 16Q / 16D        | € 697.405     | € 760.750    |
| 26-27 | 27. juni      | London           | Wimbledon-mesterskaberne                               | Grand slam *          | Græs          | 128S / 128Q / 64D      | £ 18.652.000  | -            |
| 28 | 11. juli      | Newport          | Infosys Hall of Fame Open                              | ATP Tour 250          | Græs          | 28S / 16Q / 16D        | $ 594.950     | $ 665.330    |
| 28 | 11. juli      | Båstad           | Nordea Open                                            | ATP Tour 250          | Grus          | 28S / 16Q / 16D        | € 534.555     | € 597.900    |
| 28 | 11. juli      |                  | Davis Cup **                                           | Davis Cup             |               |                        |               |              |
| 29 | 18. juli      | Hamburg          | Hamburg European Open                                  | ATP Tour 500          | Grus          | 32S / 16Q / 16D / 4DQ  | € 1.770.865   | € 1.911.620  |
| 29 | 18. juli      | Gstaad           | EFG Swiss Open Gstaad                                  | ATP Tour 250          | Grus          | 28S / 16Q / 16D        | € 534.555     | € 597.900    |
| 30 | 25. juli      | Atlanta          | Atlanta Open                                           | ATP Tour 250          | Hardcourt     | 28S / 16Q / 16D        | $ 708.530     | $ 792.980    |
| 30 | 25. juli      | Kitzbühel        | Generali Open                                          | ATP Tour 250          | Grus          | 28S / 16Q / 16D        | € 534.555     | € 597.900    |
| 30 | 25. juli      | Umag             | Plava Laguna Croatia Open Umag                         | ATP Tour 250          | Grus          | 28S / 16Q / 16D        | € 534.555     | € 597.900    |
| 31 | 1. august     | Washington D.C.  | Citi Open                                              | ATP Tour 500          | Hardcourt     | 48S / 24Q / 16D / 4DQ  | $ 1.953.285   | $ 2.108.110  |
| 31 | 1. august     | Los Cabos        | Abierto Mexicano de Tenis Mifel                        | ATP Tour 250          | Hardcourt     | 28S / 16Q / 16D        | $ 822.110     | $ 920.625    |
| 32 | 8. august     | Montréal         | National Bank Open presented by Rogers                 | ATP Tour Masters 1000 | Hardcourt     | 56S / 28Q / 32D        | $ 5.926.545   | $ 6.573.785  |
| 33 | 14. august    | Mason            | Western & Southern Open                                | ATP Tour Masters 1000 | Hardcourt     | 56S / 28Q / 32D        | $ 6.280.880   | $ 6.971.275  |
| 34 | 21. august    | Winston-Salem    | Winston-Salem Open                                     | ATP Tour 250          | Hardcourt     | 48S / 16Q / 16D        | $ 731.935     | $ 823.420    |
| 35-36 | 29. august    | New York City    | US Open                                                | Grand slam *          | Hardcourt     | 128S / 128Q / 64D      | $ 27.915.200  | -            |
| 37 | 14. september |                  | Davis Cup-gruppespil **                                | Davis Cup             |               |                        |               |              |
| 38 | 19. september | Metz             | Moselle Open                                           | ATP Tour 250          | Hardcourt (i) | 28S / 16Q / 16D        | € 534.555     | € 597.900    |
| 38 | 19. september | San Diego        | San Diego Open                                         | ATP Tour 250          | Hardcourt     | 28S / 16Q / 16D        | $ 612.000     | $ 612.000    |
| 38 | 23. september | London           | Laver Cup                                              | Laver Cup             | Hardcourt (i) | 2 hold                 | -             | -            |
| 39 | 26. september | Seoul            | Eugene Korea Open Tennis Championships                 | ATP Tour 250          | Hardcourt (i) | 28S / 16Q / 16D        | $ 1.117.930   | $ 1.237.570  |
| 39 | 26. september | Tel Aviv         | Tel Aviv Watergen Open                                 | ATP Tour 250          | Hardcourt     | 28S / 16Q / 16D        | $ 949.475     | $ 1.019.855  |
| 39 | 26. september | Sofia            | Sofia Open                                             | ATP Tour 250          | Hardcourt (i) | 28S / 16Q / 16D        | € 534.555     | € 597.900    |
| 40 | 3. oktober    | Tokyo            | Rakuten Japan Open Tennis Championships                | ATP Tour 500          | Hardcourt     | 32S / 16Q / 16D / 4DQ  | $ 1.953.285   | $ 2.108.110  |
| 40 | 3. oktober    | Nur-Sultan       | Astana Open                                            | ATP Tour 500          | Hardcourt (i) | 32S / 16Q / 16D / 4DQ  | $ 1.900.000   | $ 2.054.825  |
| 41 | 10. oktober   | Gijón            | Gijón Open                                             | ATP Tour 250          | Hardcourt (i) | 28S / 16Q / 16D        | $ 612.000     | $ 675.345    |
| 41 | 10. oktober   | Firenze          | UniCredit Firenze Open                                 | ATP Tour 250          | Hardcourt (i) | 28S / 16Q / 16D        | $ 612.000     | $ 612.000    |
| 42 | 17. oktober   | Antwerpen        | European Open                                          | ATP Tour 250          | Hardcourt (i) | 28S / 16Q / 16D        | € 648.130     | € 725.540    |
| 42 | 17. oktober   | Stockholm        | Stockholm Open                                         | ATP Tour 250          | Hardcourt (i) | 28S / 16Q / 16D        | € 648.130     | € 725.540    |
| 42 | 17. oktober   | Napoli           | Tennis Napoli Cup                                      | ATP Tour 250          | Hardcourt     | 28S / 16Q / 16D        | $ 612.000     | $ 612.000    |
| 43 | 25. oktober   | Wien             | Erste Bank Open                                        | ATP Tour 500          | Hardcourt (i) | 32S / 16Q / 16D / 4DQ  | € 2.349.180   | € 2.489.935  |
| 43 | 25. oktober   | Basel            | Swiss Indoors Basel                                    | ATP Tour 500          | Hardcourt (i) | 32S / 16Q / 16D / 4DQ  | € 2.135.350   | € 2.276.105  |
| 44 | 31. oktober   | Paris            | Rolex Paris Masters                                    | ATP Tour Masters 1000 | Hardcourt (i) | 48S / 24Q / 24D        | € 5.415.410   | € 6.008.725  |
| 45 | 8. november   | Milano           | Intesa Sanpaolo Next Gen ATP Finals                    | Next Gen ATP Finals   | Hardcourt (i) | 8S                     | $ 1.400.000   | $ 1.400.000  |
| 46 | 13. november  | Torino           | Nitto ATP Finals                                       | ATP Finals            | Hardcourt (i) | 8S / 8D                | $ 14.750.000  | $ 14.750.000 |
| 47 | 23. november  | Malaga           | Davis Cup-finaler **                                   | Davis Cup             | Hardcourt (i) | 4 hold                 |               |              |
| Noter * Grand slam-turneringerne er ikke en del af ATP Tour, men de er en del af tourens kalender og giver point til ATP's verdensrangliste. ** Davis Cup er ikke en del af ATP Tour, men turneringerne er en del af tourens kalender. (i) Indendørs |               |                  |                                                        |                       |               |                        |               |              |

## Finaler

### Single
| Uge | Værtsby                  | Turnering                                              | Vinder                   | Finalist                    | Finaleresultat             | 1.-præmie                | 2.-præmie                |
| Grand slam-turneringer * | Grand slam-turneringer * | Grand slam-turneringer *                               | Grand slam-turneringer * | Grand slam-turneringer *    | Grand slam-turneringer *   | Grand slam-turneringer * | Grand slam-turneringer * |
| --- | ------------------------ | ------------------------------------------------------ | ------------------------ | --------------------------- | -------------------------- | ------------------------ | ------------------------ |
| 3-4 | Melbourne                | Australian Open                                        | Rafael Nadal             | Daniil Medvedev             | 2–6, 6–7(5), 6–4, 6–4, 7–5 | A$ 2.875.000             | A$ 1.575.000             |
| 21-22 | Paris                    | Roland-Garros                                          | Rafael Nadal             | Casper Ruud                 | 6–3, 6–3, 6–0              | € 2.200.000              | € 1.100.000              |
| 26-27 | London                   | Wimbledon-mesterskaberne                               | Novak Djokovic           | Nick Kyrgios                | 4–6, 6–3, 6–4, 7–6(3)      | £ 2.000.000              | £ 1.050.000              |
| 35-36 | New York City            | US Open                                                | Carlos Alcaraz           | Casper Ruud                 | 6–4, 2–6, 7–6(1), 6–3      | $ 2.600.000              | $ 1.300.000              |
| Sæsonafsluttende turneringer |                          |                                                        |                          |                             |                            |                          |                          |
| 46 | Torino                   | Nitto ATP Finals                                       | Novak Djokovic           | Casper Ruud                 | 7–5, 6–3                   | $ 4.740.300              | $ 2.156.600              |
| 45 | Milano                   | Intesa Sanpaolo Next Gen ATP Finals                    | Brandon Nakashima        | Jiří Lehečka                | 4–3(5), 4–3(6), 4–2        |                          |                          |
| ATP Tour Masters 1000 |                          |                                                        |                          |                             |                            |                          |                          |
| 10-11 | Indian Wells             | BNP Paribas Open                                       | Taylor Fritz             | Rafael Nadal                | 6–3, 7–6(5)                | $ 1.231.245              | $ 646.110                |
| 12-13 | Miami                    | Miami Open                                             | Carlos Alcaraz           | Casper Ruud                 | 7–5, 6–4                   | $ 1.231.245              | $ 646.110                |
| 15 | Monte-Carlo              | Rolex Monte-Carlo Masters                              | Stefanos Tsitsipas       | Alejandro Davidovich Fokina | 6–3, 7–6(3)                | € 836.355                | € 456.720                |
| 18 | Madrid                   | Mutua Madrid Open                                      | Carlos Alcaraz           | Alexander Zverev            | 6–3, 6–1                   | € 1.041.570              | € 568.790                |
| 19 | Rom                      | Internazionali BNL d'Italia                            | Novak Djokovic           | Stefanos Tsitsipas          | 6–0, 7–6(5)                | € 836.355                | € 456.720                |
| 32 | Montréal                 | National Bank Open                                     | Pablo Carreño Busta      | Hubert Hurkacz              | 3–6, 6–3, 6–3              | $ 915.295                | $ 499.830                |
| 33 | Cincinnati               | Western & Southern Open                                | Borna Ćorić              | Stefanos Tsitsipas          | 7–6(0), 6–2                | $ 970.020                | $ 529.710                |
| 44 | Paris                    | Rolex Paris Masters                                    | Holger Rune              | Novak Djokovic              | 3–6, 6–3, 7–5              | € 836.355                | € 456.720                |
| ATP Tour 500 |                          |                                                        |                          |                             |                            |                          |                          |
| 6 | Rotterdam                | ABN AMRO World Tennis Tournament                       | Félix Auger-Aliassime    | Stefanos Tsitsipas          | 6–4, 6–2                   | € 109.565                | € 81.290                 |
| 7 | Rio de Janeiro           | Rio Open presented by Claro                            | Carlos Alcaraz           | Diego Schwartzman           | 6–4, 6–2                   | $ 317.400                | $ 169.985                |
| 8 | Dubai                    | Dubai Duty Free Tennis Championships                   | Andrej Rubljov           | Jiří Veselý                 | 6–3, 6–4                   | $ 523.740                | $ 282.300                |
| 8 | Acapulco                 | Abierto Mexicano Telcel presentado por HSBC            | Rafael Nadal             | Cameron Norrie              | 6–4, 6–4                   | $ 314.455                | $ 169.500                |
| 16 | Barcelona                | Barcelona Open Banc Sabadell                           | Carlos Alcaraz           | Pablo Carreño Busta         | 6–3, 6–2                   | € 467.150                | € 249.140                |
| 24 | Halle                    | Noventi Open                                           | Hubert Hurkacz           | Daniil Medvedev             | 6–1, 6–4                   | € 399.170                | € 214.775                |
| 24 | London                   | Cinch Championships                                    | Matteo Berrettini        | Filip Krajinović            | 7–5, 6–4                   | € 399.170                | € 214.775                |
| 29 | Hamburg                  | Hamburg European Open                                  | Lorenzo Musetti          | Carlos Alcaraz              | 6–4, 6–7(6), 6–4           | € 331.125                | € 178.170                |
| 31 | Washington D.C.          | Citi Open                                              | Nick Kyrgios             | Yoshihito Nishioka          | 6–4, 6–3                   | $ 342.800                | $ 182.825                |
| 40 | Tokyo                    | Rakuten Japan Open Tennis Championships                | Taylor Fritz             | Frances Tiafoe              | 7–6(3), 7–6(2)             | $ 365.275                | $ 182.825                |
| 40 | Astana                   | Astana Open                                            | Novak Djokovic           | Stefanos Tsitsipas          | 6–3, 6–4                   | $ 355.310                | $ 191.180                |
| 43 | Wien                     | Erste Bank Open                                        | Daniil Medvedev          | Denis Shapovalov            | 4–6, 6–3, 6–2              | € 439.305                | € 236.375                |
| 43 | Basel                    | Swiss Indoors Basel                                    | Félix Auger-Aliassime    | Holger Rune                 | 6–3, 7–5                   | € 399.320                | € 214.855                |
| ATP Tour 250 |                          |                                                        |                          |                             |                            |                          |                          |
| 1 | Adelaide                 | Adelaide International 1                               | Gaël Monfils             | Karen Khatjanov             | 6–4, 6–4                   | $ 41.800                 | $ 29.900                 |
| 1 | Melbourne                | Melbourne Summer Set                                   | Rafael Nadal             | Maxime Cressy               | 7–6(6), 6–3                | $ 87.370                 | $ 48.365                 |
| 2 | Adelaide                 | Adelaide International 2                               | Thanasi Kokkinakis       | Arthur Rinderknech          | 6–7(6), 7–6(5), 6–3        | $ 43.180                 | $ 30.885                 |
| 2 | Sydney                   | Sydney Tennis Classic                                  | Aslan Karatsev           | Andy Murray                 | 6–3, 6–3                   | $ 87.370                 | $ 48.365                 |
| 5 | Montpellier              | Open Sud de France                                     | Aleksandr Bublik         | Alexander Zverev            | 6–4, 6–3                   | € 45.865                 | € 32.110                 |
| 5 | Córdoba                  | Córdoba Open                                           | Albert Ramos-Viñolas     | Alejandro Tabilo            | 4–6, 6–3, 6–4              | $ 46.175                 | $ 32.320                 |
| 5 | Pune                     | Tata Open Maharashtra                                  | João Sousa               | Emil Ruusuvuori             | 7–6(9), 4–6, 6–1           | $ 46.175                 | $ 32.320                 |
| 6 | Buenos Aires             | Argentina Open                                         | Casper Ruud              | Diego Schwartzman           | 5–7, 6–2, 6–3              | $ 91.600                 | $ 53.435                 |
| 6 | Dallas                   | Dallas Open                                            | Reilly Opelka            | Jenson Brooksby             | 7–6(5), 7–6(3)             | $ 107.770                | $ 62.865                 |
| 7 | Doha                     | Qatar Exxonmobil Open                                  | Roberto Bautista Agut    | Nikoloz Basilashvili        | 6–3, 6–4                   | $ 114.875                | $ 80.410                 |
| 7 | Delray Beach             | Delray Beach Open by vitacost.com                      | Cameron Norrie           | Reilly Opelka               | 7–6(1), 7–6(4)             | $ 90.330                 | $ 52.690                 |
| 7 | Marseille                | Open 13 Provence                                       | Andrej Rubljov           | Félix Auger-Aliassime       | 7–5, 7–6(4)                | € 58.470                 | € 40.930                 |
| 8 | Santiago                 | Chile Dove Men+Care Open                               | Pedro Martínez           | Sebastián Báez              | 4–6, 6–4, 6–4              | $ 51.045                 | $ 35.735                 |
| 14 | Houston                  | Fayez Sarofim & Co. U.S. Men's Clay Court Championship | Reilly Opelka            | John Isner                  | 6–3, 7–6(7)                | $ 90.495                 | $ 52.790                 |
| 14 | Marrakesh                | Grand Prix Hassan II                                   | David Goffin             | Alex Molčan                 | 3–6, 6–3, 6–3              | $ 78.630                 | $ 45.770                 |
| 16 | Beograd                  | Serbia Open                                            | Andrej Rubljov           | Novak Djokovic              | 6–2, 6–7(4), 6–0           | € 81.310                 | € 47.430                 |
| 17 | Estoril                  | Millennium Estoril Open                                | Sebastián Báez           | Frances Tiafoe              | 6–3, 6–2                   | € 81.310                 | € 47.430                 |
| 17 | München                  | BMW Open                                               | Holger Rune              | Botic van de Zandschulp     | 3–4 opg.                   | € 81.310                 | € 47.430                 |
| 20 | Genève                   | Gonet Geneva Open                                      | Casper Ruud              | João Sousa                  | 7–6(3), 4–6, 7–6(1)        | € 41.145                 | € 29.500                 |
| 20 | Lyon                     | Open Parc Auvergne-Rhône-Alpes Lyon                    | Cameron Norrie           | Alex Molčan                 | 6–3, 6–7(3), 6–1           | € 41.145                 | € 29.500                 |
| 23 | 's-Hertogenbosch         | Libema Open                                            | Tim van Rijthoven        | Daniil Medvedev             | 6–4, 6–1                   | € 98.580                 | € 57.505                 |
| 23 | Stuttgart                | Boss Open                                              | Matteo Berrettini        | Andy Murray                 | 6–4, 5–7, 6–3              | € 105.290                | € 61.420                 |
| 25 | Mallorca                 | Mallorca Championships                                 | Stefanos Tsitsipas       | Roberto Bautista Agut       | 6–4, 3–6, 7–6(2)           | € 134.835                | € 78.650                 |
| 25 | Eastbourne               | Rothesay International                                 | Taylor Fritz             | Maxime Cressy               | 6–2, 6–7(4), 7–6(4)        | € 106.075                | € 61.875                 |
| 28 | Båstad                   | Nordea Open                                            | Francisco Cerúndolo      | Sebastián Báez              | 7–6(4), 6–2                | € 81.310                 | € 47.430                 |
| 28 | Newport                  | Infosys Hall of Fame Open                              | Maxime Cressy            | Aleksandr Bublik            | 2–6, 6–3, 7–6(3)           | $ 90.495                 | $ 52.790                 |
| 29 | Gstaad                   | EFG Swiss Open Gstaad                                  | Casper Ruud              | Matteo Berrettini           | 4–6, 7–6(4), 6–2           | € 81.310                 | € 47.430                 |
| 30 | Atlanta                  | Atlanta Open presented by Fiserv                       | Alex de Minaur           | Jenson Brooksby             | 6–3, 6–3                   | $ 107.770                | $ 62.865                 |
| 30 | Kitzbühel                | Generali Open                                          | Roberto Bautista Agut    | Filip Misolic               | 6–2, 6–2                   | € 81.310                 | € 47.430                 |
| 30 | Umag                     | Plava Laguna Croatia Open Umag                         | Jannik Sinner            | Carlos Alcaraz              | 6–7(5), 6–1, 6–1           | € 81.310                 | € 47.430                 |
| 31 | Los Cabos                | Abierto de Tenis Mifel                                 | Daniil Medvedev          | Cameron Norrie              | 7–5, 6–0                   | $ 125.040                | $ 72.935                 |
| 34 | Winston-Salem            | Winston-Salem Open                                     | Adrian Mannarino         | Laslo Đere                  | 7–6(1), 6–4                | $ 100.475                | $ 57.660                 |
| 38 | Metz                     | Moselle Open                                           | Lorenzo Sonego           | Aleksandr Bublik            | 7–6(3), 6–2                | € 81.310                 | € 47.430                 |
| 38 | San Diego                | San Diego Open                                         | Brandon Nakashima        | Marcos Giron                | 6–4, 6–4                   | $ 93.090                 | $ 54.300                 |
| 39 | Seoul                    | Eugene Korea Open Tennis Championships                 | Yoshihito Nishioka       | Denis Shapovalov            | 6–4, 7–6(5)                | $ 170.035                | $ 99.185                 |
| 39 | Tel Aviv                 | Tel Aviv Watergen Open                                 | Novak Djokovic           | Marin Čilić                 | 6–3, 6–4                   | $ 144.415                | $ 84.245                 |
| 39 | Sofia                    | Sofia Open                                             | Marc-Andrea Hüsler       | Holger Rune                 | 6–4, 7–6(8)                | € 81.310                 | € 47.430                 |
| 41 | Gijón                    | Gijón Open                                             | Andrej Rubljov           | Sebastian Korda             | 6–2, 6–3                   | $ 93.090                 | $ 54.300                 |
| 41 | Firenze                  | UniCredit Firenze Open                                 | Félix Auger-Aliassime    | J.J. Wolf                   | 6–4, 6–4                   | $ 93.090                 | $ 54.300                 |
| 42 | Antwerpen                | European Open                                          | Félix Auger-Aliassime    | Sebastian Korda             | 6–3, 6–4                   | € 98.580                 | € 57.505                 |
| 42 | Stockholm                | Stockholm Open                                         | Holger Rune              | Stefanos Tsitsipas          | 6–4, 6–4                   | € 98.580                 | € 57.505                 |
| 42 | Napoli                   | Tennis Napoli Cup                                      | Lorenzo Musetti          | Matteo Berrettini           | 7–6(5), 6–2                | $ 93.090                 | $ 54.300                 |
| Noter * Grand slam-turneringerne er ikke en del af ATP Tour, men de er en del af tourens kalender og giver point til ATP's verdensrangliste. |                          |                                                        |                          |                             |                            |                          |                          |

### Double
| Uge | Værtsby                  | Turnering                                              | Vinder                                       | Finalist                                     | Finaleresultat                      | 1.-præmie                | 2.-præmie                |
| Grand slam-turneringer * | Grand slam-turneringer * | Grand slam-turneringer *                               | Grand slam-turneringer *                     | Grand slam-turneringer *                     | Grand slam-turneringer *            | Grand slam-turneringer * | Grand slam-turneringer * |
| --- | ------------------------ | ------------------------------------------------------ | -------------------------------------------- | -------------------------------------------- | ----------------------------------- | ------------------------ | ------------------------ |
| 3-4 | Melbourne                | Australian Open                                        | Thanasi Kokkinakis Nick Kyrgios              | Matthew Ebden Max Purcell                    | 7–5, 6–4                            | A$ 675.000               | A$ 360.000               |
| 21-22 | Paris                    | Roland-Garros                                          | Marcelo Arévalo Jean-Julien Rojer            | Ivan Dodig Austin Krajicek                   | 6–7(4), 7–6(5), 6–3                 | € 580.000                | € 290.000                |
| 26-27 | London                   | Wimbledon-mesterskaberne                               | Matthew Ebden Max Purcell                    | Nikola Mektić Mate Pavić                     | 7–6(5), 6–7(3), 4–6, 6–4, 7–6(10-2) | £ 540.000                | £ 270.000                |
| 35-36 | New York City            | US Open                                                | Rajeev Ram Joe Salisbury                     | Wesley Koolhof Neal Skupski                  | 7–6(4), 7–5                         | $ 688.000                | $ 344.000                |
| Sæsonafsluttende turneringer |                          |                                                        |                                              |                                              |                                     |                          |                          |
| 46 | Torino                   | Nitto ATP Finals                                       | Rajeev Ram Joe Salisbury                     | Nikola Mektić Mate Pavić                     | 7–6(4), 6–4                         | $ 930.300                | $ 579.900                |
| ATP Tour Masters 1000 |                          |                                                        |                                              |                                              |                                     |                          |                          |
| 10-11 | Indian Wells             | BNP Paribas Open                                       | John Isner Jack Sock                         | Santiago González Édouard Roger-Vasselin     | 7–6(4), 6–3                         | $ 426.010                | $ 225.980                |
| 12-13 | Miami                    | Miami Open                                             | Hubert Hurkacz John Isner                    | Wesley Koolhof Neal Skupski                  | 7–6(5), 6–4                         | $ 426.010                | $ 225.980                |
| 15 | Monte-Carlo              | Rolex Monte-Carlo Masters                              | Rajeev Ram Joe Salisbury                     | Juan Sebastián Cabal Robert Farah            | 6–4, 3–6, [10–7]                    | € 256.610                | € 139.390                |
| 18 | Madrid                   | Mutua Madrid Open                                      | Wesley Koolhof Neal Skupski                  | Juan Sebastián Cabal Robert Farah            | 6–7(4), 6–4, [10–5]                 | € 319.570                | € 173.600                |
| 19 | Rom                      | Internazionali BNL d'Italia                            | Nikola Mektić Mate Pavić                     | John Isner Diego Schwartzman                 | 6–2, 6–7(6), [12–10]                | € 252.980                | € 135.180                |
| 32 | Montréal                 | National Bank Open                                     | Wesley Koolhof Neal Skupski                  | Daniel Evans John Peers                      | 6–2, 4–6, [10–6]                    | $ 280.830                | $ 152.550                |
| 33 | Mason                    | Western & Southern Open                                | Rajeev Ram Joe Salisbury                     | Tim Pütz Michael Venus                       | 7–6(4), 7–6(5)                      | $ 297.620                | $ 161.670                |
| 44 | Paris                    | Rolex Paris Masters                                    | Wesley Koolhof Neal Skupski                  | Ivan Dodig Austin Krajicek                   | 7–6(5), 6–4                         | € 282.960                | € 147.840                |
| ATP Tour 500 |                          |                                                        |                                              |                                              |                                     |                          |                          |
| 6 | Rotterdam                | ABN AMRO World Tennis Tournament                       | Robin Haase Matwé Middelkoop                 | Lloyd Harris Tim Pütz                        | 4–6, 7–6(5), [10–5]                 | € 40.050                 | € 30.630                 |
| 7 | Rio de Janeiro           | Rio Open presented by Claro                            | Simone Bolelli Fabio Fognini                 | Jamie Murray Bruno Soares                    | 7–5, 6–7(2), [10–6]                 | $ 102.210                | $ 54.390                 |
| 8 | Dubai                    | Dubai Duty Free Tennis Championships                   | Tim Pütz Michael Venus                       | Nikola Mektić                                | 6–3, 6–7(5), [16–14]                | $ 171.670                | $ 91.560                 |
| 8 | Acapulco                 | Abierto Mexicano Telcel presentado por HSBC            | Feliciano López Stefanos Tsitsipas           | Marcelo Arévalo Jean-Julien Rojer            | 7–5, 6–4                            | $ 103.080                | $ 54.970                 |
| 16 | Barcelona                | Barcelona Open Banc Sabadell                           | Kevin Krawietz Andreas Mies                  | Wesley Koolhof Neal Skupski                  | 6–7(3), 7–6(5), [10–6]              | € 163.500                | € 87.200                 |
| 24 | Halle                    | Noventi Open                                           | Marcel Granollers Horacio Zeballos           | Tim Pütz Michael Venus                       | 6–4, 6–7(5), [14–12]                | € 131.110                | € 69.930                 |
| 24 | London                   | Cinch Championships                                    | Nikola Mektić Mate Pavić                     | Lloyd Glasspool Harri Heliövaara             | 3–6, 7–6(3), [10–6]                 | € 131.110                | € 69.930                 |
| 29 | Hamburg                  | Hamburg European Open                                  | Lloyd Glasspool Harri Heliövaara             | Rohan Bopanna Matwé Middelkoop               | 6–2, 6–4                            | € 108.770                | € 58.000                 |
| 31 | Washington D.C.          | Citi Open                                              | Nick Kyrgios Jack Sock                       | Ivan Dodig Austin Krajicek                   | 7–5, 6–4                            | $ 119.980                | $ 63.900                 |
| 40 | Tokyo                    | Rakuten Japan Open Tennis Championships                | Mackenzie McDonald Marcelo Melo              | Rafael Matos David Vega Hernández            | 6–4, 3–6, [10–4]                    | € 119.980                | € 63.990                 |
| 40 | Astana                   | Astana Open                                            | Nikola Mektić Mate Pavić                     | Adrian Mannarino Fabrice Martin              | 6–4, 6–2                            | $ 116.710                | $ 62.240                 |
| 43 | Wien                     | Erste Bank Open                                        | Alexander Erler Lucas Miedler                | Santiago González Andrés Molteni             | 6–3, 7–6(1)                         | € 144.300                | € 76.950                 |
| 43 | Basel                    | Swiss Indoors Basel                                    | Ivan Dodig Austin Krajicek                   | Nicolas Mahut Édouard Roger-Vasselin         | 6–4, 7–6(5)                         | € 131.170                | € 69.950                 |
| ATP Tour 250 |                          |                                                        |                                              |                                              |                                     |                          |                          |
| 1 | Adelaide                 | Adelaide International 1                               | Rohan Bopanna Ramkumar Ramanathan            | Ivan Dodig Marcelo Melo                      | 7–6(6), 6–1                         | $ 18.700                 | $ 10.570                 |
| 1 | Melbourne                | Melbourne Summer Set                                   | Wesley Koolhof Neal Skupski                  | Aleksandr Nedovjesov Aisam-ul-Haq Qureshi    | 6–4, 6–4                            | $ 23.370                 | $ 13.210                 |
| 2 | Adelaide                 | Adelaide International 2                               | Wesley Koolhof Neal Skupski                  | Ariel Behar Gonzalo Escobar                  | 7–6(5), 6–4                         | $ 19.300                 | $ 10.900                 |
| 2 | Sydney                   | Sydney Tennis Classic                                  | John Peers Filip Polášek                     | Simone Bolelli Fabio Fognini                 | 7–5, 7–5                            | $ 23.370                 | $ 13.210                 |
| 5 | Montpellier              | Open Sud de France                                     | Pierre-Hugues Herbert Nicolas Mahut          | Lloyd Glasspool Harri Heliövaara             | 4–6, 7–6(3), [12–10]                | € 16.260                 | € 11.670                 |
| 5 | Córdoba                  | Córdoba Open                                           | Santiago González Andrés Molteni             | Andrej Martin Tristan-Samuel Weissborn       | 7–5, 6–3                            | $ 16.370                 | $ 11.760                 |
| 5 | Pune                     | Tata Open Maharashtra                                  | Rohan Bopanna Ramkumar Ramanathan            | Luke Saville John-Patrick Smith              | 6–7(10), 6–3, [10–6]                | $ 16.370                 | $ 11.760                 |
| 6 | Buenos Aires             | Argentina Open                                         | Santiago González Andrés Molteni             | Fabio Fognini Horacio Zeballos               | 6–1, 6–1                            | $ 31.830                 | $ 17.030                 |
| 6 | Dallas                   | Dallas Open                                            | Marcelo Arévalo Jean-Julien Rojer            | Lloyd Glasspool Harri Heliövaara             | 7–6(4), 6–4                         | $ 37.440                 | $ 20.040                 |
| 7 | Doha                     | Qatar Exxonmobil Open                                  | Wesley Koolhof Neal Skupski                  | Rohan Bopanna Denis Shapovalov               | 7–6(4), 6–1                         | $ 40.720                 | $ 29.240                 |
| 7 | Delray Beach             | Delray Beach Open by vitacost.com                      | Marcelo Arévalo Jean-Julien Rojer            | Aleksandr Nedvojesov Aisam-ul-Haq Qureshi    | 6–2, 6–7(5), [10–4]                 | $ 31.380                 | $ 16.790                 |
| 7 | Marseille                | Open 13 Provence                                       | Denys Moltajnov Andrej Rubljov               | Raven Klaasen Ben McLachlan                  | 4–6, 7–5, [10–7]                    | € 20.730                 | € 15.880                 |
| 8 | Santiago                 | Chile Dove Men+Care Open                               | Rafael Matos Felipe Meligeni Rodrigues Alves | André Göransson Nathaniel Lammons            | 7–6(8), 7–6(3)                      | $ 18.100                 | $ 13.000                 |
| 14 | Houston                  | Fayez Sarofim & Co. U.S. Men's Clay Court Championship | Matthew Ebden Max Purcell                    | Ivan Sabanov Matej Sabanov                   | 6–3, 6–3                            | $ 31.440                 | $ 16.820                 |
| 14 | Marrakesh                | Grand Prix Hassan II                                   | Rafael Matos David Vega Hernández            | Andrea Vavassori Jan Zieliński               | 6–1, 7–5                            | $ 28.250                 | $ 15.110                 |
| 16 | Beograd                  | Serbia Open                                            | Ariel Behar Gonzalo Escobar                  | Nikola Mektić Mate Pavić                     | 6–2, 3–6, [10–7]                    | € 28.250                 | € 15.110                 |
| 17 | Estoril                  | Millennium Estoril Open                                | Nuno Borges Francisco Cabral                 | Máximo González André Göransson              | 6–2, 6–3                            | € 28.250                 | € 15.110                 |
| 17 | München                  | BMW Open                                               | Kevin Krawietz Andreas Mies                  | Rafael Matos David Vega Hernández            | 4–6, 6–4, [10–7]                    | € 28.250                 | € 15.110                 |
| 20 | Genève                   | Gonet Geneva Open                                      | Nikola Mektić Mate Pavić                     | Pablo Andújar Matwé Middelkoop               | 2–6, 6–2, [10–3]                    | € 15.360                 | € 11.000                 |
| 20 | Lyon                     | Open Parc Auvergne-Rhône-Alpes Lyon                    | Ivan Dodig Austin Krajicek                   | Máximo González Marcelo Melo                 | 6–3, 6–4                            | € 15.360                 | € 11.000                 |
| 23 | 's-Hertogenbosch         | Libema Open                                            | Wesley Koolhof Neal Skupski                  | Matthew Ebden Max Purcell                    | 4–6, 7–5, [10–6]                    | € 34.250                 | € 18.320                 |
| 23 | Stuttgart                | Boss Open                                              | Hubert Hurkacz Mate Pavić                    | Tim Pütz Michael Venus                       | 7–6(3), 7–6(5)                      | € 36.580                 | € 19.570                 |
| 25 | Mallorca                 | Mallorca Championships                                 | Rafael Matos David Vega Hernández            | Ariel Behar Gonzalo Escobar                  | 7–6(5), 6–7(6), [10–1]              | € 46.860                 | € 25.070                 |
| 25 | Eastbourne               | Rothesay International                                 | Nikola Mektić Mate Pavić                     | Matwé Middelkoop Luke Saville                | 6–4, 6–2                            | € 36.850                 | € 19.710                 |
| 28 | Båstad                   | Nordea Open                                            | Rafael Matos David Vega Hernández            | Simone Bolelli Fabio Fognini                 | 6–4, 3–6, [13–11]                   | € 28.250                 | € 15.110                 |
| 28 | Newport                  | Infosys Hall of Fame Open                              | William Blumberg Steve Johnson               | Raven Klaasen Marcelo Melo                   | 6–4, 7–5                            | $ 31.440                 | $ 16.820                 |
| 29 | Gstaad                   | EFG Swiss Open Gstaad                                  | Tomislav Brkić Francisco Cabral              | Robin Haase Philipp Oswald                   | 6–4, 6–4                            | € 28.250                 | € 15.110                 |
| 30 | Atlanta                  | Atlanta Open presented by Fiserv                       | Thanasi Kokkinakis Nick Kyrgios              | Jason Kubler John Peers                      | 7–6(4), 7–5                         | $ 37.440                 | $ 20.040                 |
| 30 | Kitzbühel                | Generali Open                                          | Pedro Martínez Lorenzo Sonego                | Tim Pütz Michael Venus                       | 5–7, 6–4, [10–8]                    | € 28.250                 | € 15.110                 |
| 30 | Umag                     | Plava Laguna Croatia Open Umag                         | Simone Bolelli Fabio Fognini                 | Lloyd Glasspool Harri Heliövaara             | 5–7, 7–6(6), [10–7]                 | € 28.250                 | € 15.110                 |
| 31 | Los Cabos                | Abierto de Tenis Mifel                                 | William Blumberg Miomir Kecmanović           | Raven Klaasen Marcelo Melo                   | 6–0, 6–1                            | $ 43.440                 | $ 23.250                 |
| 34 | Winston-Salem            | Winston-Salem Open                                     | Matthew Ebden Jamie Murray                   | Hugo Nys Jan Zieliński                       | 6–4, 6–2                            | $ 39.530                 | $ 20.700                 |
| 38 | Metz                     | Moselle Open                                           | Hugo Nys Jan Zieliński                       | Lloyd Glasspool Harri Heliövaara             | 7–6(5), 6–4                         | € 28.250                 | € 15.110                 |
| 38 | San Diego                | San Diego Open                                         | Nathaniel Lammons Jackson Withrow            | Jason Kubler Luke Saville                    | 7–6(5), 6–2                         | $ 32.340                 | $ 17.300                 |
| 39 | Seoul                    | Eugene Korea Open Tennis Championships                 | Raven Klaasen Nathaniel Lammons              | Nicolás Barrientos Miguel Ángel Reyes-Varela | 6–1, 7–5                            | $ 59.090                 | $ 31.610                 |
| 39 | Tel Aviv                 | Tel Aviv Watergen Open                                 | Rohan Bopanna Matwé Middelkoop               | Santiago González Andrés Molteni             | 6–2, 6–4                            | $ 50.180                 | $ 26.850                 |
| 39 | Sofia                    | Sofia Open                                             | Rafael Matos David Vega Hernández            | Fabian Fallert Oscar Otte                    | 3–6, 7–5, [10–8]                    | € 28.250                 | € 15.110                 |
| 41 | Gijón                    | Gijón Open                                             | Máximo González Andrés Molteni               | Nathaniel Lammons Jackson Withrow            | 6–7(6), 7–6(4), [10–5]              | $ 32.340                 | $ 17.300                 |
| 41 | Firenze                  | UniCredit Firenze Open                                 | Nicolas Mahut Édouard Roger-Vasselin         | Ivan Dodig Austin Krajicek                   | 7–6(4), 6–3                         | $ 32.340                 | $ 17.300                 |
| 42 | Antwerpen                | European Open                                          | Tallon Griekspoor Botic van de Zandschulp    | Rohan Bopanna Matwé Middelkoop               | 3–6, 6–3, [10–5]                    | € 34.250                 | € 18.320                 |
| 42 | Stockholm                | Stockholm Open                                         | Marcelo Arévalo Jean-Julien Rojer            | Lloyd Glasspool Harri Heliövaara             | 6–3, 6–3                            | € 34.250                 | € 18.320                 |
| 42 | Napoli                   | Tennis Napoli Cup                                      | Ivan Dodig Austin Krajicek                   | Matthew Ebden John Peers                     | 6–3, 1–6, [10–8]                    | $ 32.340                 | $ 17.300                 |
| Noter * Grand slam-turneringerne er ikke en del af ATP Tour, men de er en del af tourens kalender og giver point til ATP's verdensrangliste. |                          |                                                        |                                              |                                              |                                     |                          |                          |

### Hold
| Uge            | Værtsby        | Turnering      | Vinder         | Finalist       | Finaleres.     |
| Holturneringer | Holturneringer | Holturneringer | Holturneringer | Holturneringer | Holturneringer |
| -------------- | -------------- | -------------- | -------------- | -------------- | -------------- |
| 1              | Melbourne      | ATP Cup        | Canada         | Spanien        | 2–0            |
| 38             | London         | Laver Cup      | Verden         | Europa         | 13–8           |

## Verdensranglisten
ATP's verdensrangliste pr. . november 2022 gjaldt som rangeringen ved sæsonens afslutning.
| Plac.           | Spiller | Point | Turneringer |
| --------------- | ------- | ----- | ----------- |
| .               | [[]]    | '     |             |
| Danske spillere |         |       |             |
| .               | [[]]    | '     |             |

## Priser
ATP Awards 2022 blev uddelt til følgende modtagere.
| Pris                                  | Vinder |
| ------------------------------------- | ------ |
| ATP Nr. 1                             |        |
| ATP Double Nr. 1                      |        |
| Årets comeback-spiller                |        |
| Årets mest forbedrede spiller         |        |
| Årets "newcomer"                      |        |
| Stefan Edberg sportsmanship-pris      |        |
| Arthur Ashe humanitær pris            |        |
| Fanfavorit (single)                   |        |
| Fanfavorit (double)                   |        |
| Årets træner                          |        |
| Årets ATP Tour Masters 1000-turnering |        |
| Årets ATP Tour 500-turnering          |        |
| Årets ATP Tour 250-turnering          |        |